# Jerry Thorpe
Richard Jerome “Jerry” Thorpe (* 29. August 1926 in Los Angeles, Vereinigte Staaten; † 25. September 2018 in Santa Barbara, Vereinigte Staaten) war ein US-amerikanischer Regisseur und Produzent bei Film und Fernsehen.

## Leben und Wirken
Der Sohn des Filmregisseurs Richard Thorpe kam dank der Kontakte seines Vaters frühzeitig in Kontakt mit der Zelluloidbranche. Im Hollywood der Kriegszeit arbeitete der Teenager beim Film in verschiedenen Funktionen, etwa 1942 als Regieassistent und 1944 mit einer winzigen Rolle in dem Sonja-Henie-Film Rausch der Farben. Nach vielen Jahren der Regieassistenz erhielt Jerry Thorpe 1954 seinen ersten Regieauftrag vom US-Serienfernsehen.
Thorpe galt als ein verlässlicher Fließbandarbeiter ohne künstlerische Ambitionen. Auch seine beiden von ihm selbst produzierten Ausflüge zum Kinofilm, der undurchsichtige Agentenkrimi Mitternacht – Canale Grande (1966) und der Durchschnittswestern Totem (1967), waren nicht mehr als konventionelle Konfektion. Thorpe hat auch regelmäßig die von ihm inszenierten Fernsehserien produziert, darunter erfolgreiche Produktionen wie Die Unbestechlichen, Kung Fu und zuletzt Falcon Crest. Für eine Kung Fu-Episode (An Eye for an Eye) erhielt Thorpe 1973 einen Primetime Emmy.
Seit dem 17. Dezember 1985 war Jerry Thorpe mit seiner Ehefrau Diane verheiratet und besaß mit Trevor Thorpe einen gemeinsamen Sohn. Kinder aus einer vorhergehenden Beziehung waren die Töchter Tiana und Trish sowie Sohn Tracy.

## Filmografie (Auswahl)
Regie / Produktion fürs Fernsehen, wenn nicht anders angegeben:
- 1951: Der Mann in Schwarz (The Man with a Cloak, Regieassistent)
- 1954–1957: December Bride (Fernsehserie)
- 1958: Der Texaner
- 1957–1959: The Lucy-Desi Comedy Hour (Fernsehserie)
- 1960–1961: Die Unbestechlichen (The Untouchables, Fernsehserie)
- 1962: Kraft Mystery Theater (Fernsehserie)
- 1963: Maggie Brown
- 1963–1966: Vacation Playhouse (TV-Reihe)
- 1966: Mitternacht – Canale Grande (The Venetian Affair) (Kinofilm)
- 1967: Totem (Day of the Evil Gun) (Kinofilm)
- 1969: Company of Killers
- 1970: Dial Hot Line
- 1971: Mord in San Francisco (Crosscurrent)
- 1972–1973: Kung Fu (Fernsehserie)
- 1973: Ein Lächeln vor dem Tode (Smile Jenny, You’re Dead)
- 1973–1976: Harry O (Fernsehserie)
- 1974: The Healers
- 1975: Antonio and the Mayor
- 1976: I Want to Keep My Baby!
- 1977: Yesterday‘s Child
- 1977: Besessen (The Possessed)
- 1978: Fast Lane Blues
- 1978: Liebe vor Gericht (A Question of Love)
- 1979: Heaven Only Knows
- 1980: Wir sind alles Gottes Kinder (All God’s Children)
- 1981: American Dream
- 1983: Happy Endings
- 1985: Dirty Work
- 1985: Blut und Orchideen (Blood & Orchids)
- 1986–1988: Unser Haus (Our House, Fernsehserie)
- 1989–1990: Falcon Crest (Fernsehserie)
- 1994–1995: One West Waikiki (Fernsehserie)